# انتر ایر
انتر ایر (به انگلیسی: Enter Air) یک شرکت هواپیمایی با کد یاتا E4 است که در تاریخ ۱۵ اکتبر ۲۰۰۹ میلادی تأسیس شده و در تاریخ ۲۵ آوریل ۲۰۱۰ فعالیتش را آغاز کرده‌است. دفتر مرکزی انتر ایر در ورشو، لهستان واقع شده‌است و قطب این شرکت هواپیمایی در فرودگاه شوپن ورشو قرار دارد و به ۷۴ مقصد، پرواز مستقیم انجام می‌دهد.